# Distrikt Poroto
Der Distrikt Poroto ist einer von 11 Distrikten der Provinz Trujillo in der Region La Libertad in West-Peru.
Der Distrikt Poroto wurde am 7. März 1964 gegründet. Der 276,01 km² große Distrikt hatte beim Zensus 2017 3586 Einwohner. Im Jahr 1993 lag die Einwohnerzahl bei 4401, im Jahr 2007 bei 3601. Verwaltungssitz ist die 627 m hoch gelegene Ortschaft Poroto mit 796 Einwohnern (Stand 2017).
Der Distrikt Poroto liegt 30 km ostnordöstlich der Großstadt Trujillo an der Westflanke der peruanischen Westkordillere. Der Fluss Río Moche durchfließt den Distrikt in westlicher Richtung. Der Distrikt grenzt im Nordwesten an den Distrikt Simbal, im äußersten Norden an den Distrikt La Cuesta (Provinz Otuzco), im Osten an die Distrikte Agallpampa und Salpo (beide ebenfalls in der Provinz Otuzco) sowie im Süden und Westen an den Distrikt Laredo.